# Tipper Gore

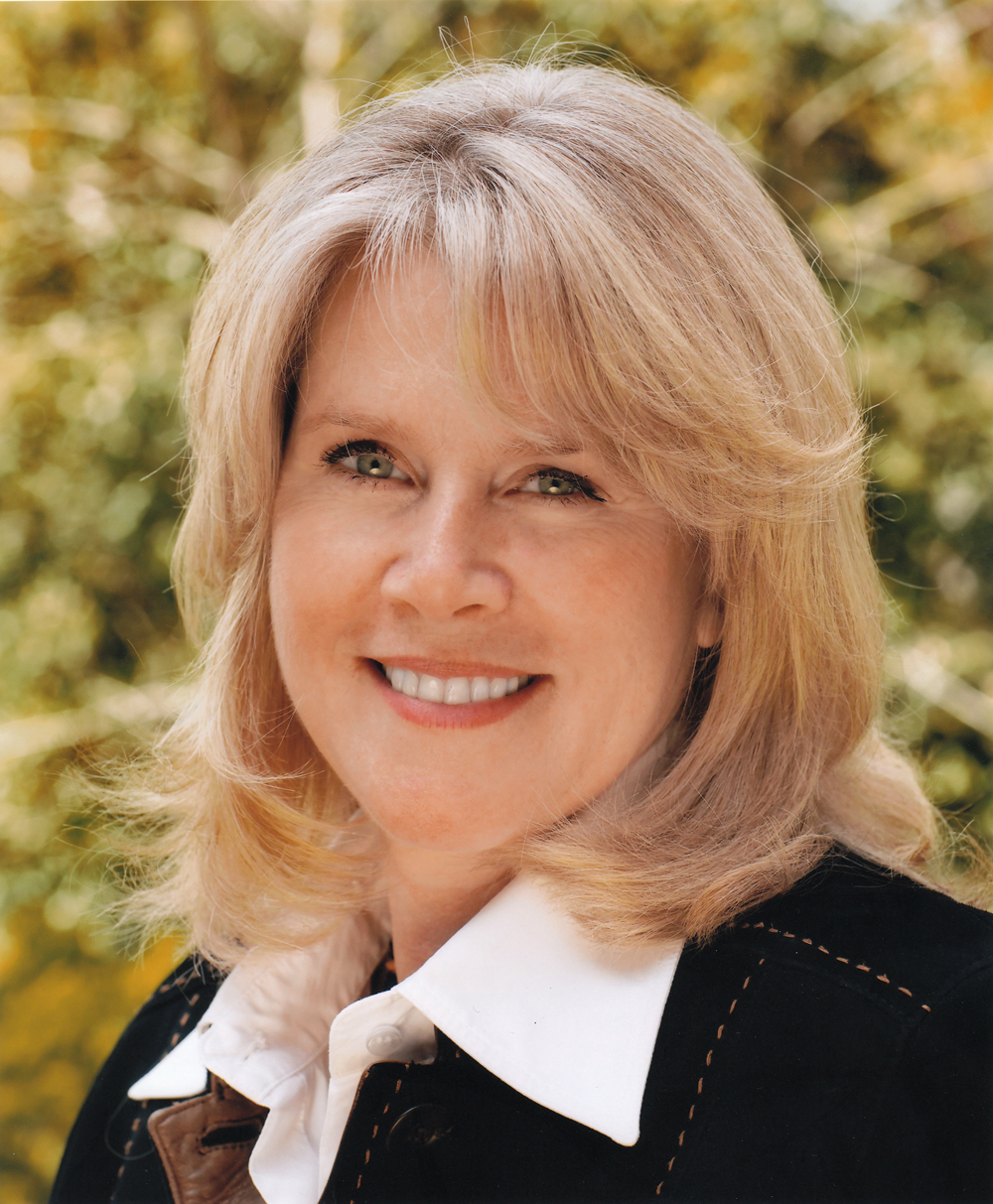
Tipper Gore in 2009

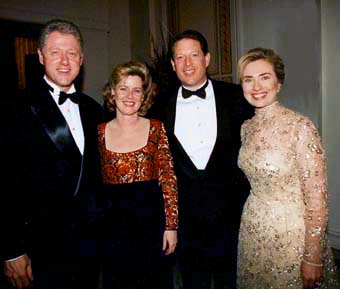
V.l.n.r.: Bill Clinton, Tipper Gore, Al Gore en Hillary Rodham Clinton in 2000

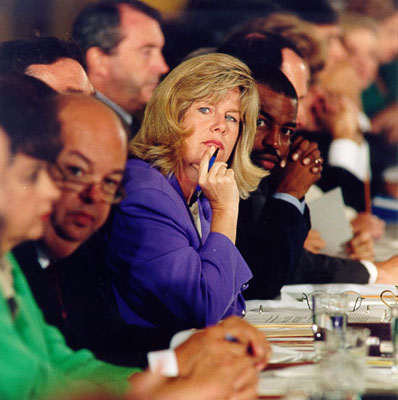
Tipper Gore in 1985

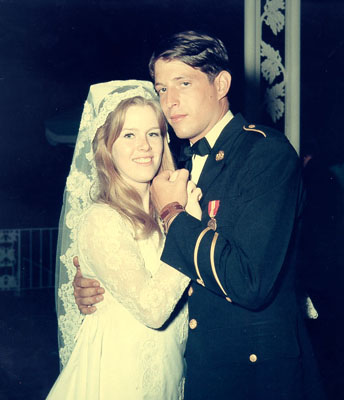
Tipper Gore en Al Gore op hun trouwdag in 1970

Tipper Gore (Washington D.C., 19 augustus 1948) is een Amerikaans schrijfster. Ze is de voormalig echtgenote van Al Gore, die van 1993 tot 2001 vicepresident van de Verenigde Staten was. Ze zijn gescheiden in 2010.

## Achtergrond
Tipper Gore werd als Mary Elizabeth Aitcheson geboren als enig kind van Margaret Odom en John (Jack) Kenneth Aitcheson, een handelaar in loodgietersbenodigdheden. Ze groeide op in Arlington, Virginia. Haar ouders scheidden toen ze vier was, waarna ze werd opgevoed door haar moeder en haar grootmoeder. Haar bijnaam Tipper werd ontleend aan een van haar favoriete kinderversjes, Tippy, Tippy, Tin.
Gore bezocht St. Agnes, een particuliere Anglicaanse middelbare school in Alexandria, Virginia, waar ze goed bleek te zijn in sport en drums speelde in een meidenband, de Wildcats. Na haar middelbareschooltijd studeerde ze psychologie aan de Universiteit van Boston, waar ze in 1970 de titel Bachelor of Arts verkreeg. In 1975 haalde ze haar masterstitel op het George Peabody College in Nashville, Tennessee (in 1979 opgegaan in de Vanderbilt-universiteit). Daarna werkte ze als verslaggever en fotograaf voor The Tennessean, een lokale krant, totdat in 1976 haar echtgenoot Al Gore (met wie ze in mei 1970 op 21-jarige leeftijd was getrouwd) voor de Democraten werd verkozen tot lid van Amerikaanse Congres.
In juni 2010 kondigde het echtpaar hun scheiding aan. Samen hebben zij drie dochters en een zoon.

## De PMRC
In 1984 kocht Tipper Gore voor haar toen elfjarige oudste dochter het album Purple Rain van Prince. Toen ze het samen beluisterden werd ze geschokt door de seksueel expliciete tekst van het nummer Darling Nikki, waarin openlijk aan masturbatie wordt gerefereerd. In reactie hierop richtte ze in mei 1985 samen met een aantal andere echtgenotes van landelijk bekende Amerikaanse politici het Parents Music Resource Center (PMRC) op. De PMRC suggereerde dat popmuziek verantwoordelijk zou zijn voor de toename van verkrachting en zelfdodingen onder jongeren tussen de 16 en 24 jaar en bepleitte onder andere een systeem van waarschuwingsstickers op muziekalbums met in zijn ogen verdachte teksten.
De bemoeienissen van de PMRC leidden nog in 1985 tot hoorzittingen voor de Amerikaanse Senaat, waar naast Tipper Gore ook popmusici als John Denver, Dee Snider en Frank Zappa verklaringen aflegden. Zappa kwalificeerde haar in die periode als een "cultural terrorist".
Toen haar man in 1992 werd gekozen tot vicepresident van de Verenigde Staten beëindigde Tipper Gore haar werkzaamheden voor de PMRC.

## Andere activiteiten
Tipper Gore is ook actief geweest bij de hulp aan daklozen. Verder heeft ze zich beziggehouden met ziektes als kanker, AIDS en geestelijke aandoeningen. Hiervoor werd ze in 1999 onderscheiden met de Mary Eleanor McGarvah Humanitarian Award. In 2003 sprak Tipper Gore bij de uitreiking van de Erasing the Stigma Awards openlijk over haar ervaringen met een depressie, die ze kreeg nadat haar zoon op jonge leeftijd was aangereden door een auto.
In 2002 sloeg Tipper Gore een aanbod af om namens de Democraten deel te nemen aan de verkiezingen voor een Senaatszetel voor de staat Tennessee. Ze verklaarde daarbij: "I have decided that it is not right for me, right now."

## Boeken
Tipper Gore heeft enkele boeken geschreven, waarvan twee samen met haar echtgenoot:
- Gore, Tipper (1987) Raising PG Kids in an X-Rated Society. Nashville: Abingdon Press. ISBN 0687352827
- Gore, Tipper (1996) Picture This: A Visual Diary. New York: Broadway Books. ISBN 0553067206
- Gore, Al & Tipper Gore (2002) Joined at the Heart: The Transformation of the American Family. New York: Holt Paperbacks. ISBN 0805074503
- Gore, Al & Tipper Gore (2002) The Spirit of Family. New York: Henry Holt & Company. ISBN 5550151677